# Madhyattus jabalpurensis
Genre
Espèce
Madhyattus jabalpurensis, unique représentant du genre Madhyattus, est une espèce d'araignées aranéomorphes de la famille des Salticidae.

## Distribution
Cette espèce est endémique du Madhya Pradesh en Inde,. Elle se rencontre vers Jabalpur.

## Description
La carapace de la femelle holotype mesure 1,31 mm de long et l'abdomen 1,57 mm.

## Étymologie
Son nom d'espèce, composé de jabalpur et du suffixe latin -ensis, « qui vit dans, qui habite », lui a été donné en référence au lieu de sa découverte, Jabalpur.

## Publication originale
- Prószyński, 1992 : Salticidae (Araneae) of India in the collection of the Hungarian National Natural History Museum in Budapest. Annales zoologici, Warszawa, vol. 44, p. 165-277.